# El tercer més enllà del Sol
"El tercer més enllà del Sol" (títol original en anglès, "Third from the Sun") és el catorzè episodi de la sèrie de televisió d’antologia La Dimensió Desconeguda. Es va emetre originalment el 8 de gener de 1960 a la cadena CBS. Es basa en una història breu del mateix nom de Richard Matheson que va aparèixer per primera vegada al primer número de la revista Galaxy Science Fiction l'octubre de 1950. Ha estat doblat al català i emès per TV3.

## Narració d'obertura
| « | Aturar el temps a la planta. Ara és hora de sopar. Temps per a les famílies. És hora de prendre una beguda fresca al porxo. És hora del soroll silenciós dels arbres carregats de fulles que protegeixen la lluna. I sota de tot, darrere dels ulls dels homes, penjant invisible sobre la nit d'estiu, hi ha un horror sense paraules. Perquè aquesta és la quietud abans de la tempesta. Aquesta és la vigília del final. | » |

## Argument
Will Sturka, un científic que treballa en una base militar, ha estat produint un gran nombre de bomba H juntament amb altres membres del personal que estan fabricant diverses armes devastadores en preparació per a la imminent guerra nuclear. Sturka s'adona que només hi ha una manera d'escapar: robar una nau espacial experimental i secreta emmagatzemada en una altra base al nord. Té previst portar el seu amic Jerry Riden, que està format com a pilot de la nau espacial, juntament amb les seves dones i la filla de Sturka Jody. Els dos planifiquen durant mesos, proveint en secret la nau i fent els arranjaments per a la seva sortida. Una tarda, Sturka conversa amb un company de feina, Carling, que li diu alegrement que ha sentit un rumor que la guerra començarà d'aquí a 48 hores. Quan Sturka expressa el seu fàstic pel possible holocaust, Carling està consternat i li adverteix, dient que Sturka hauria de vigilar què diu i què pensa.
A casa, Sturka confia a la seva família, intentant alleujar la seva culpa per ajudar a crear armes racionalitzant que només és una part d'una màquina molt més gran, tot i que reconeix que encara manté una responsabilitat parcial. La seva filla comenta que hi ha una sensació terrible a l'aire, que s'acosta alguna cosa terrible i que tothom ho pot sentir. Sturka s'adona que el temps s'està acabant.
Sturka i Riden decideixen posar en marxa el seu pla: portar les seves famílies al lloc on es troba la nau espacial, entrant amb l'ajuda del seu contacte que treballa al lloc on Riden ha subornat i enlairar a la nau, deixant el planeta per sempre. En Carling, desconfiat d'en Sturka des de la seva xerrada, els espia a casa de Sturka i escolta el seu pla. Més tard aquella nit, tothom es reuneix per a un joc de cartes on Riden revela que mentre feia prova de volar la nau espacial, els militars havien descobert un petit planeta a 11 milions de milles de distància amb una civilització semblant a la seva: el lloc perfecte per escapar. Durant el joc, Carling apareix inesperadament a la porta i fa entreveure que sap què està tramant el grup. També insinua problemes: "En quaranta-vuit hores poden passar moltes coses". Després que Carling se'n va, Sturka rep una trucada dels seus superiors, que li ordena que torni a la base. Ell i Riden informen a les dones que han de marxar en aquell mateix moment.
Quan els cinc arriben al lloc de la nau espacial, Sturka i Riden detecten el seu contacte, que encén una llum. Quan el contacte avança, es revela que és Carling, armat amb una pistola. Obliga a Sturka i Riden a allunyar-se de la porta i es prepara per trucar a les autoritats. Les dones, que han estat esperant al cotxe, observen com Carling els ordena sortir. De sobte, la Jody obre la porta del cotxe, tirant l'arma de la mà d'en Carling i donant temps suficient als homes per dominar-lo i noquejar-lo. El grup es precipita a la nau, lluitant contra els guàrdies que els persegueixen.
Més tard aquella nit, el grup ha escapat del seu planeta condemnat i està en camí. Sturka diu que és difícil de creure que hi hagi persones vivint al món alienígena on es dirigeixen. Riden assenyala a l'espectador de la nau el seu misteriós destí, a 11 milions de milles de distància: el tercer planeta del Sol, anomenat "Terra".

## Narració de cloenda
| « | Darrera d'una petita nau que es dirigeix a l'espai hi ha un planeta condemnat a punt del suïcidi. Davant es troba un lloc anomenat Terra, el tercer planeta des del Sol. I per a William Sturka i els homes i dones amb ell, és la vigília del començament, a la Dimensió Desconeguda. | » |

## Repartiment
- Fritz Weaver com Will Sturka
- Edward Andrews com a Carling
- Joe Maross com a Jerry Riden
- Denise Alexander com a Jody Sturka
- Lori March com a Eve Sturka
- Jeanne Evans com Ann Riden

## Recepció
Emily Van Der Werff de The A.V. Club la va puntuar A i va qualificar el gir de "justament famós".